# Amor i Dolor
Amor i Dolor, en alemany Liebe und Schmerz, —també coneguda com a Vampir o bé Vampyr en noruec — és una obra expressionista, a l'oli sobre llenç, del pintor noruec Edvard Munch, creada a Berlin el 1893, de la que va pintar sis versions diferents en el període de 1893 a 1895 i d'altres derivades posteriorment (xilografies, gravats…), com una sèrie de litografies en format rectangular, anomenades Vampir I, Vampir II, jugant amb el títol que popularment se li va donar a la pintura, i on va utilitzar altres tècniques, diferents tons de color i diferents tipus de paper, basant-se en l'obra original.
La pintura mostra a una dona amb cabell llarg i de color vermell foc besant a un home —que s'inclina a la seva falda i amaga el cap al seu pit— al coll, mentre estan abraçats i on el cabell amb to vermellós-sanguinolent d'ella li cau per sobre el cap i l'esquena. La pintura va ser anomenada per primer cop Vampir per l'escriptor simbolista Stanisław Przybyszewski que la va veure quan s'exhibí per primera vegada en públic la tardor de 1893 sota el títol Liebe und Schmerz, i la va descriure com «un home que s'ha tornat submís, i té una vampiressa mossegant-li el coll […] Hi ha alguna cosa terriblement desapassionada en aquest quadre, una fatal resignació que no es pot mesurar. L'home roda una vegada i una altra sense resistència a l'abisme, impotent, obtenint plaer en el fet que pot rodar sense resistència com una pedra […] no pot desfer-se de la dona, ni alliberar-se del dolor, i la dona sempre estarà asseguda allà i per sempre mossegant-lo». Aquesta interpretació va ser negada per l'escriptor Adolf Paul, conegut de Munch, i explicà en les seves memòries d'on li va venir la idea al pintor, de manera completament espontània: mentre l'artista pintava una dona pèl-roja en el seu estudi, ell va arribar de vista. El pintor li va demanar que s'agenollés davant d'ella i inclinés el cap sobre el seu pit, i la model va pressionar-li els llavis sobre la part posterior del coll. La idea inicial de Munch va ser, segurament, l'amor, el dolor i la compassió, i Przybyszewski només va observar un petó de la mort donat per una dona; l'autor va escriure «és realment el que es veu com a imatge literària —només una dona fent-li un petó a un home a la part posterior del coll».
Tres versions són al Museu Munch d'Oslo, una està al Museu d'Art de Göteborg, una és propietat d'un col·leccionista privat i l'última es troba desapareguda. Una d'elles va ser robada del Museu Munch, el 23 de febrer de 1988, i va ser recuperada el mateix any, quan el lladre mateix la va retornar. El 2008, una altra de les versions, de l'any 1894, va ser posada a subhasta a la Sotheby's de Nova York i es va vendre per 38,2 milions de dòlars, convertint-se en la pintura més cara de Munch.